# John Carter (jazzista)
John Wallace Carter (Fort Worth, 24 settembre 1929 – New York, 31 marzo 1991) è stato un musicista, compositore jazz statunitense, specializzato in clarinetto, sassofono e flauto.

## Biografia
Nato in Texas, suonò con Ornette Coleman e Charles Moffett negli anni quaranta.
Dal 1961 Carter visse per lo più sulla West Coast, dove nel 1965 incontrò Bobby Bradford, col quale collaborò a lungo.
Suonò anche con Hampton Hawes e Harold Land.
Negli anni settanta raggiunse una certa fama grazie ai suoi straordinari concerti da solo.
Al New Jazz Festival Moers nel 1979 suonò per tre giorni in coppia con il clarinettista tedesco Theo Jörgensmann.
Si incontrò nuovamente con Jörgensmann nel 1984. Il programma del Berlin Jazzfest fu costruito intorno al clarinetto. Dopo la performance di Carter in solo, lavorarono nuovamente in coppia.
Tra il 1982 e il 1990 Carter compose e incise Roots and Folklore: Episodes in the Development of American Folk Music, cinque album focalizzati sulla comunità afroamericana e la sua storia. Il progetto fu giudicato dalla critica uno dei migliori prodotti degli anni Ottanta.
Un quartetto di clarinetti con Perry Robinson, Jörgensmann ed Eckard Koltermann fu progettato per il 1991, ma John Carter non poté partecipare a causa di un tumore che lo portò alla morte il 30 marzo di quell'anno.

## Discografia

### Come leader
- 1969: "Seeking" (Revelation/Hatology) with Bobby Bradford
- 1969: Flight for Four (Flying Dutchman Records)
- 1970: Self-Determination Music (Flying Dutchman)
- 1972: Secrets (Revelation Records)
- 1979:Variations on Selected Themes for Jazz (Moers Music)
- 1980: Suite of Early American Folk Pieces for Solo Clarinet (Black Saint)
- 1980: Night Fire (Black Saint)
- 1982: Tandem 1 (Emanem Records)
- 1996: Tandem 2 (Emanem)
- 1982: Dauwhe (Black Saint)
- 1985: Castles of Ghana (Gramavision)
- 1987: Dance of the Love Ghosts (Gramavision)
- 1988: Fields (Gramavision)
- 1989: Shadows On A Wall (Gramavision)

### Come sideman
Con Horace Tapscott
- The Dark Tree Vol. 1 (1989)

 Con Clarinet Summit
- You Better Fly Away (1979, MPS Records[1])
- Clarinet Summit (1983, India Navigation)
- Clarinet Summit, Vol. 2 (1983, India Navigation)
- Southern Bells (1987, Black Saint)[2]

 Con Vinny Golia
- Spirits in Fellowship (1977)